# (100713) 1998 BG20
(100713) 1998 BG20 es un asteroide perteneciente al cinturón de asteroides descubierto el 22 de enero de 1998 por el equipo del Spacewatch desde el Observatorio Nacional de Kitt Peak, Arizona, Estados Unidos.

## Designación y nombre
Designado provisionalmente como 1998 BG20.

## Características orbitales
1998 BG20 está situado a una distancia media del Sol de 2,927 ua, pudiendo alejarse hasta 3,062 ua y acercarse hasta 2,792 ua. Su excentricidad es 0,045 y la inclinación orbital 3,862 grados. Emplea 1829,55 días en completar una órbita alrededor del Sol.

## Características físicas
La magnitud absoluta de 1998 BG20 es 15,4. Tiene 3,907 km de diámetro y su albedo se estima en 0,073. 